# Tyto javanica
Tyto delicatula (syn: Tyto delicatula) és una òliba, per tant un ocell rapinyaire nocturn de la família dels titònids (Tytonidae). L'espècie està formada per quatre subespècies que tradicionalment s'han classificat dins Tyto alba i que habiten al subcontinent indi, sud-est asiàtic i dins la zona australasiana.

## Subespècies
Subespècies classificades pel Congrés Ornitològic Internacional (versió 12.2, 2022) a l'espècie Tyto javanica:
- Tyto javanica stertens, Pakistan, Índia, nord de Sri Lanka, sud-oest de la Xina i Indoxina.

- Tyto javanica javanica, Península de Malaca, Illes Grans de la Sonda i Illes Petites de la Sonda.
- Tyto javanica sumbaensis, de Sumba, a les illes Petites de la Sonda.
- Tyto javanica meeki, de Nova Guinea oriental i algunes illes properes.
- Tyto javanica delicatula, de Timor, Austràlia, illes Salomó, Illes Loyauté i Samoa.
- Tyto javanica crassirostris, de l'illa Tanga, a les Bismarck.
- Tyto javanica interposita. algunes illes de Tuvalu i Vanuatu.

## Taxonomia
Estudis recents justifiquen el reconeixement d'aquesta espècie. Es tracta però, d'una espècie controvertida, no reconeguda per molts autors que inclouen les diferents subespècies a Tyto alba. Sovint s'ha preferit la denominació Tyto javanica, arran estudis molt recets